# Meritxell Alseda Aizcorbe
Meritxell Alseda Aizcorbe (13 augustus 1982) is een Spaans voormalig volleybalster.

## Levensloop
Alseda Aizcorba was actief bij Hotel Cantur Las Palmas en CV Playas de Benidorm, alvorens ze in 2002 aansloot bij Patricia Volei Ciutadella. Bij deze club bleef ze actief tot in 2007, vervolgens ging ze aan de slag bij Haro Rioja Vóley. In seizoen 2011-'12 kwam ze uit voor Asterix Kieldrecht. Met deze club werd ze landskampioen en bekerfinalist. Na een seizoen bij de Belgische club keerde ze terug naar Haro Rioja Vóley.
Ook was ze actief in het beachvolleybal. Ze vormde onder meer een team met Catalina Maria Pol (2006-'07), Nuria Pla Villenia  (2008) en Cristina Hopf (2008).